# Clostridium rectum
Clostridium rectum è una specie di batterio appartenente alla famiglia delle Clostridiaceae.